# Moto (著述家)
moto（1987年3月14日-）は、日本の起業家、著述家。実名は戸塚俊介（とつかしゅんすけ）。HIRED株式会社代表取締役。

## 経歴
長野県佐久市出身。長野県短期大学を卒業後、ホームセンターへ入社。マイナビやリクルートキャリア、スポットライト（現・楽天ペイメント株式会社）など複数の転職を経て2016年、ブログ「新卒アンテナ」を開設。
2018年4月に株式会社転職アンテナ（現・moto株式会社）を設立。2021年3月に転職メディア事業「転職アンテナ」をログリー株式会社へ100％株式売却。
2019年10月にHIRED株式会社を設立。

## 著書
- 『転職と副業のかけ算-生涯年収を最大化する生き方-』（扶桑社、2019年8月9日発売、ISBN 978-4594082727）
- 『WORK-価値ある人材こそ生き残る-』（日経BP、2022年1月6日発売、ISBN 978-4296000555）